# Стробінг
Стробінг - це  технічний різновид попінгу, техніка рухів якого полягає в тому, аби справити враження, нібито виконавець рухається у спалахах світла з певною частотою появи цих спалахів.
Для виконання такого ефекту танцівник виконує будь-які танцювальні рухи з поєднанням швидких, коротких рухів. Для цього необхідно ритмічно і надзвичайно різко продовжувати рух, створюючи враження, нібито ви танцюєте під час увімкненого стробоскопу.
Освоєння стробінгу вимагає досконалої синхронізації між часом і відстанню для кожного руху. Ведення рухів у ритм з музикою створює ілюзію дискретних кроків виконавця.
Поява стробінгу асоціюється з діджеями Shortkut та Yoshi, але більше із демонстраціями від самого Shortkut.

## Майстри стробінгу
http://www.answerbag.com/video/Learn+About+Strobing+in+Hip+Hop+Dance/23735264-c2d5-1f89-8716-90ce41656a66/learn-to-dance-hip-hop

## Приклад
http://www.youtube.com/watch?v=Aa4QNGBx-m4 [Архівовано 21 квітня 2021 у Wayback Machine.]